# Alvin W. Vogtle
Alvin Ward Vogtle (* 21. Oktober 1918 in Birmingham, Alabama; † 10. April 1994 in Conyers, Georgia) war ein US-amerikanischer Jurist, Jagdflieger und Industrieller.

## Leben

### Studium und Karriere als Manager
Vogtle erwarb 1939 an der Auburn University einen Bachelor und absolvierte anschließend die Law School der University of Alabama. Zunächst als Rechtsberater, dann als Angestellter der Alabama Power Company wurde er später Chairman of the Board der Southern Company. Die Southern Company verfügt über das bedeutendste Stromnetz in den Südstaaten der USA und ist im Aktienindex S&P 500 und im Dow Jones Utility Average gelistet.
Vogtle führte das Unternehmen von 1969 bis 1983 und war damit während einer Zeit mit erheblichen Krisen und Wachstumsperioden an führender Stelle beteiligt.

### Kriegserlebnisse
Im Zweiten Weltkrieg war er Pilot einer Spitfire. Er wurde in Nordafrika abgeschossen und gefangen genommen. Vogtle (Spitzname "Sammy aus Alabamy") verbrachte drei Jahre in Lagern wie Stalag Luft III, Dulag Luft, Offlag XXI-B im Umfeld von Sagan, Nürnberg und Moosburg. Nach vier gescheiterten Ausbruchsversuchen gelang ihm 1943 die Flucht. Er hatte dabei unter anderem einen meterhohen Stacheldrahtzaun zu überwinden und schwamm über den Rhein in die Schweiz, wo er zunächst in Davos interniert wurde. Seine Kriegserlebnisse dienten unter anderem als Vorbild für Captain Virgil Hilts (gespielt von Steve McQueen) in dem Kinofilm Gesprengte Ketten.

### Persönliches
Er war mit Kathryn Drennen und zuletzt Rachel Giles Vogtle verheiratet und hatte drei Töchter und vier Söhne.

## Ehrungen
Das Kernkraftwerk Vogtle, eines der produktivsten Kernkraftwerke der Welt, wurde ihm zu Ehren benannt.